# Acanthovalgus peninsularis
Acanthovalgus peninsularis är en skalbaggsart som beskrevs av Gilbert John Arrow 1944. Acanthovalgus peninsularis ingår i släktet Acanthovalgus och familjen Cetoniidae. Inga underarter finns listade i Catalogue of Life.